# Gunnae-myeon, Pocheon
Gunnae-myeon (koreanska: 군내면) är en socken i kommunen Pocheon i provinsen Gyeonggi i den norra delen av Sydkorea, 40 km nordost om huvudstaden Seoul.